# 鸡树条
鸡树条（学名：Viburnum opulus var. calvescens）是五福花科荚蒾属欧洲荚蒾的变种。分布在西伯利亚、日本、朝鲜以及中国大陆的安徽、辽宁、湖北、陕西、江西、甘肃、河南、山西、河北、吉林、山东、黑龙江、四川、浙江等地，生长于海拔1,000米至1,650米的地区，常生于溪谷边、疏林下以及灌丛中，目前已由人工引种栽培。

## 别名
天目琼花（中国树木分类学）